# X-Bladez: Inline Skater
X-Bladez: Inline Skater est un jeu vidéo de course de rollers développé par VisionScape Interactive et édité par Crave Entertainment, sorti en 2002 sur PlayStation et Game Boy Advance. 

## Accueil
- Consoles + : 20 % (PS1)[1]
- Jeuxvideo.com : 7/20 (GBA)[2]